# Royal Navy State Funeral Gun Carriage

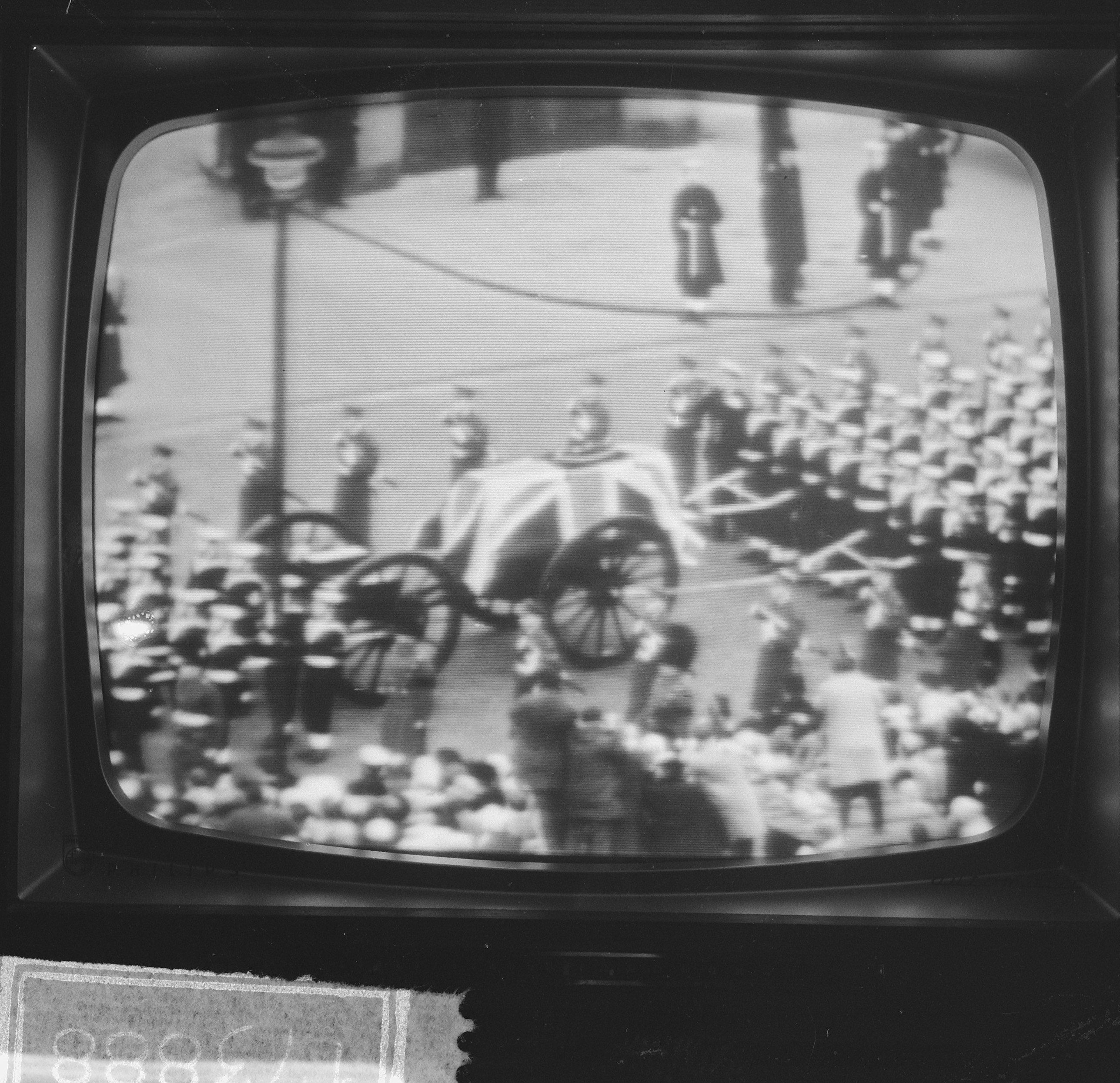
Royal Navy State Funeral Gun Carriage en el funeral de Churchill, enero de 1965.

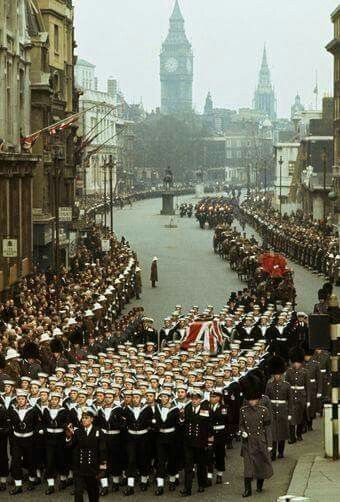
Royal Navy State Funeral Gun Carriage en el funeral de Churchill, enero de 1965.

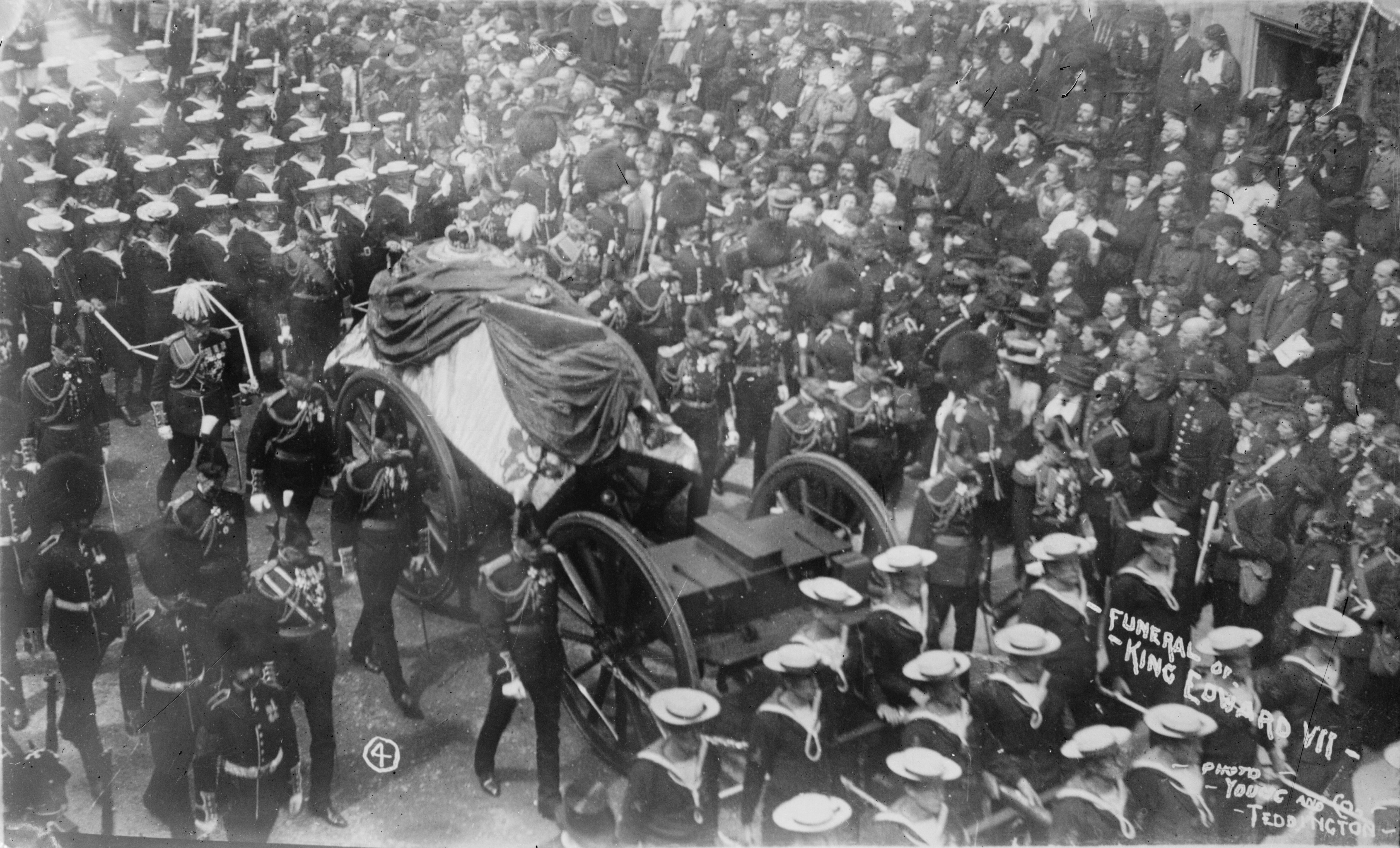
Royal Navy State Funeral Gun Carriage en el funeral de Eduardo VII, 1910.

El Royal Navy State Funeral Gun Carriage («Carro de armas funerario estatal de la Marina Real») es un carro de armas BL, 12 pdr 6 cwt, MK II convertido que se ha utilizado en el Reino Unido para llevar el ataúd en las procesiones fúnebres de  la reina Victoria, el rey Eduardo VII, el rey Jorge V, el rey Jorge VI, Sir Winston Churchill, Luis Mountbatten y la reina Isabel II. Es tirado tradicionalmente por hombres de la Marina Real; cuando no está en uso, se guarda en el establecimiento terrestre HMS Excellent.

## Fabricación
El carro de armas es de una artillería del ejército británico, BL, 12 pdr 6 cwt, MK II, y pesa 2,5-2,8 toneladas.
El carruaje fue fabricado por Vickers, Sons and Maxim en 1896 y se almacenó en el Royal Arsenal, Woolwich, y se registró como el número 146. El carruaje nunca estuvo en servicio activo, probablemente retenido como parte de una reserva. La reina Victoria había visto un carro de armas utilizado durante el funeral de su hijo, el príncipe Leopoldo, duque de Albany, y solicitó lo mismo para su funeral.
En 1899, el No. 146 fue entregado al Departamento de Carruajes Reales para su conversión para su uso en funerales de estado. Se agregaron un catafalco y llantas de goma, pero otros accesorios y accesorios no se modificaron.

## Funeral de Victoria
El carruaje se utilizó durante el funeral de Estado de la reina Victoria en 1901. En los días posteriores a la muerte de Victoria, el carruaje fue entregado a la X Batería de la Royal Horse Artillery (RHA). Debía llevar el ataúd de la reina desde la estación de tren de Windsor hasta el Castillo de Windsor, donde sería enterrado en el adyacente mausoleo real de Frogmore el 2 de febrero.
Según la Sociedad Histórica Naval de Australia, hay dos relatos de los eventos que siguieron. Según un observador naval, el teniente Percy Noble, los caballos de la RHA no se habían ejercitado mientras esperaban la llegada del tren real y no estaban contentos cuando colocaron el ataúd en el vagón. Se dice que se encabritaron y amenazaron con volcar el ataúd. Noble declaró que el príncipe Luis de Battenberg le pidió al comandante de la comitiva de la Marina Real, el teniente Algernon Boyle, que sus marineros tiraran del carruaje.
El oficial del ejército a cargo de la Batería X en el funeral, el teniente M. L. Goldie, declaró en cambio que un agujero para los ojos en la barra astillada del carruaje se rompió cuando sus caballos se alejaron. Siguió la confusión cuando varios oficiales y oficiales intentaron ejercer control sobre la situación que le impedía realizar reparaciones inmediatas.
En cualquier caso, el resultado final fue que los marineros de la Marina Real tiraron del carruaje hasta el Castillo de Windsor, con un equipo de marineros usando cuerdas de arrastre improvisadas. Esto inició una tradición que se ha mantenido en todos los funerales de estado posteriores.

## Historia posterior
Después del funeral de Victoria, la Marina Real retuvo el carruaje; es posible que se hayan negado a devolverlo al ejército. Jorge V entregó formalmente el carruaje a la marina en 1910. Desde entonces, el carruaje se ha utilizado en los funerales de Eduardo VII, Jorge V, Jorge VI, Sir Winston Churchill y Luis Mountbatten. Se almacena en el establecimiento terrestre HMS Excellent, cerca de Portsmouth. El comedor de los instructores del personal muestra las cuerdas utilizadas en el funeral de Eduardo VII. En almacenamiento el carro se mueve ligeramente cada siete días, para permitir que sus ruedas giren un cuarto para evitar que se deformen. El carro, incluido el cañón de la pistola, se pule con regularidad. El vagón se mantiene listo para el servicio las 24 horas en una instalación que se mantiene a una temperatura constante de 16 a 20 °C y entre un 40 y un 70 % de humedad para impedir la proliferación de hongos.
El carro de armas se utilizó el 19 de septiembre de 2022 para el cortejo fúnebre desde el Palacio de Westminster hasta la Abadía de Westminster para el funeral de Estado de la reina Isabel II. Fue tirado por 138 marineros, 98 delante del carro, y 40 detrás, frenando, con 4 oficiales de calificación no navales caminando junto a los 40 frenadores, 4 oficiales de calificación no navales caminando junto a los tiradores, y 2 oficiales de calificación no navales más liderando a los 138. Después del servicio en la abadía, el carruaje se usó nuevamente para llevar el ataúd a Constitution Hill, donde fue trasladado al coche fúnebre estatal para su viaje a la Capilla de San Jorge en el Castillo de Windsor para su entierro.